# 크리미날 로
《크리미날 로》(영어: Criminal Law)는 미국에서 제작된 마틴 캠벨 감독의 1988년 재판 스릴러 영화이다. 게리 올드먼, 케빈 베이컨 등이 출연하였고, 힐러리 히스 등이 제작에 참여하였다.

## 출연진
- 게리 올드먼
- 케빈 베이컨
- 테스 하퍼
- 캐런 영
- 조 돈 베이커
- 숀 매캔
- 엘리자베스 셰퍼드

## 기타 제작진
- 공동 제작: 켄 고드
- 배역: 제인 파인버그, 마이크 펜턴, 린다 고든
- 미술: 커티스 A. 슈넬